# Aleksej D'jačenko
Aleksej Vladimirovič D'jačenko (in russo Алексей Владимирович Дьяченкo?; Leningrado, 11 novembre 1978) è uno schermidore russo.
È il fratello di Ekaterina D'jačenko.
Ha fatto parte della nazionale russa di scherma che vinse il bronzo a quelle di Atene del 2004.

## Palmarès
- Giochi olimpici estivi

Atene 2004: bronzo nella sciabola a squadre.
- Mondiali di scherma

Seul 1999: bronzo nella sciabola a squadre.
Nîmes 2001: oro nella sciabola a squadre.
Lisbona 2002: oro nella sciabola a squadre.
L'Avana 2003: oro nella sciabola a squadre.
Lipsia 2005: oro nella sciabola a squadre.
- Europei di scherma

Coblenza 2001: oro nella sciabola a squadre.
Mosca 2002: oro nella sciabola a squadre.
Bourges 2003: oro nella sciabola a squadre.
Copenaghen 2004: oro nella sciabola a squadre.
Zalaegerszeg 2005: argento nel fioretto a squadre.